# Spondiloartrite assiale
La spondiloartrite assiale (spesso indicata anche come axSpA ) è una malattia cronica immunomediata che colpisce prevalentemente lo scheletro assiale ( articolazioni sacroiliache e colonna vertebrale ). Il termine stesso è un termine generico che caratterizza una famiglia di malattie diverse unite da caratteristiche cliniche e genetiche condivise, come il coinvolgimento dello scheletro assiale. Il termine spondiloartrite assiale introdotto nel 2009 è oggigiorno il termine preferito e sostituisce il vecchio termine spondilite anchilosante .

## Classificazione
Insieme alla spondiloartrite periferica, all'artrite reattiva, all'artrite psoriasica e all'artrite enteropatica (o spondiloartrite associata a malattia infiammatoria intestinale ), la spondiloartrite assiale appartiene alla famiglia delle malattie spondiloartritiche, note anche come spondiloartriti o spondiloartropatie . A volte queste condizioni artritiche possono sovrapporsi tra loro. Ad esempio, l'artrite psoriasica può causare sintomi sia periferici che assiali. Allo stesso modo, l'artrite reattiva può trasformarsi in spondiloartrite assiale cronica. Tutti sono considerati disturbi reumatologici infiammatori perché comportano attacchi mediati dal sistema immunitario alle articolazioni, ai muscoli, alle ossa e agli organi.
La spondiloartrite assiale può essere differenziata dalla spondiloartrite periferica in base alle aree del corpo colpite. La forma assiale della malattia colpisce principalmente la colonna vertebrale, il bacino e la gabbia toracica, mentre la forma periferica colpisce principalmente le braccia e le gambe.
La spondiloartrite assiale può essere divisa in due classi:
1. Spondiloartrite assiale non radiografica (nr-axSpA):
Questo termine comprende sia la fase iniziale della malattia della spondilite anchilosante, in cui non sono ancora visibili alterazioni radiografiche, sia le forme meno gravi di spondilite anchilosante.
2. Spondiloartrite assiale radiografica:
Sinonimo di spondilite anchilosante. Questa classe è definita spondiloartrite assiale radiografica a causa della diagnosi inequivocabile attraverso alterazioni radiografiche nelle articolazioni sacroiliache e/o nella colonna vertebrale.

## Segni e sintomi
La spondiloartrite assiale è caratterizzata prevalentemente da dolore infiammatorio e/o rigidità che colpisce la parte bassa della schiena, i fianchi e/o i glutei. Il lato interessato può alternarsi. Alcuni possono anche manifestare sintomi agli occhi, alla gabbia toracica, alle spalle o alla colonna cervicale o al collo. Il mal di schiena infiammatorio tende a manifestarsi gradualmente, a peggiorare di notte o dopo periodi di riposo (ad esempio al mattino dopo il risveglio) e a migliorare dopo l'esercizio fisico o l'uso di farmaci antinfiammatori come l'ibuprofene. Le persone con spondiloartrite assiale possono sperimentare periodi alternati di remissione e riacutizzazioni.
Si raccomanda che i pazienti vengano formalmente valutati per la spondiloartrite assiale se lamentano dolore infiammatorio alla schiena e rigidità che durano almeno tre mesi, in particolare se hanno meno di 45 anni e/o hanno una storia familiare della malattia.

## Fisiopatologia
Sono stati compiuti notevoli progressi nella comprensione degli aspetti genetici e immunologici dell'axSpA. La ricerca si è concentrata sui meccanismi dell'infiammazione cronica e della formazione patologica di nuovo osso, caratteristici della malattia. L'entesi, sede critica dell'attività della malattia, è particolarmente colpita. È stato evidenziato il ruolo della disregolazione delle citochine nella patogenesi immunitaria dell'axSpA, con una notevole inclinazione verso un fenotipo Th17, il fattore di necrosi tumorale (TNF) e le vie dell'interleuchina 23 (IL-23) / interleuchina 17 (IL-17) e un profilo di citochine pro-infiammatorie. La malattia solitamente inizia con un'infiammazione entesopatica e progredisce verso un'entesite ossificante. I percorsi molecolari coinvolti nella formazione del sindesmofito sono complessi e coinvolgono fattori come la proteina morfogenetica ossea, la via di segnalazione Wnt, Dickkopf-1, la sclerostina e varie citochine, tutti regolati in modo intricato.

## Diagnosi
I pazienti sottoposti a esame per spondiloartrite assiale possono essere sottoposti a radiografie o radiografie del bacino per verificare la presenza di segni di sacroileite (spesso una delle prime manifestazioni della malattia) e danni strutturali. Possono volerci diversi anni dall'insorgenza dei sintomi prima che questi cambiamenti siano visibili, e alcuni potrebbero non svilupparli mai. La loro presenza distingue la spondiloartrite assiale radiografica dalla nr-axSpA.
I pazienti possono anche sottoporsi a una risonanza magnetica al posto o in aggiunta alla radiografia . La tecnologia MRI è sensibile ai cambiamenti infiammatori come l'entesite e la sinovite ed è complessivamente più specifica.
Anche le analisi del sangue possono svolgere un ruolo nella diagnosi della spondiloartrite assiale. Oltre l'80% dei pazienti con la variante della spondilite anchilosante risultano positivi al biomarcatore HLA-B27, ma non tutti coloro che presentano questo biomarcatore svilupperanno la malattia. Alcune persone con spondiloartrite assiale possono risultare positive al test per la proteina C-reattiva, o PCR, elevata, a seconda dell'attività della loro malattia. La spondiloartrite è generalmente considerata una malattia sieronegativa, il che significa che i test per il fattore reumatoide e altri autoanticorpi risultano in genere negativi.
A seconda dei risultati dei test di cui sopra, i pazienti possono essere indirizzati a un reumatologo per la conferma e il follow-up.

## Prognosi
In alcuni casi di malattia più grave si può verificare la fusione delle vertebre, una condizione nota come colonna vertebrale di bambù. Gli uomini hanno maggiori probabilità di accumulare danni articolari radiografici, mentre le donne tendono a sperimentare una qualità della vita e un'attività della malattia relativamente peggiori.

## Gestione
Attualmente non esiste una cura per la spondiloartrite assiale, ma esistono diverse strategie di gestione della malattia.
I FANS tradizionali e gli inibitori della COX-2 sono efficaci nel trattamento dell'axSpA. I potenziali danni potrebbero non differire se confrontati con un trattamento placebo a breve termine. Diversi FANS sono ugualmente efficaci (ad esempio: i FANS Cox2 e i FANS tradizionali). L'uso continuo di FANS può ridurre la progressione spinale radiografica, ma ciò richiede conferma.
A coloro che non possono tollerare questi farmaci o che necessitano di un trattamento più intensivo possono essere prescritti farmaci biologici come un inibitore del TNF-alfa nel tentativo di alterare la risposta immunitaria che guida la malattia.
Si è scoperto che anche la terapia fisica e l'esercizio fisico sono efficaci nel trattamento dei sintomi.
Nel 2019 l'American College of Rheumatology, la Spondylitis Association of America e la Spondyloarthritis Research and Treatment Network hanno pubblicato raccomandazioni aggiornate per il trattamento della condizione basate su revisioni aggiornate della letteratura.

## Storia
Nel 1984, uno sforzo congiunto ha portato alla definizione di criteri di classificazione specifici per la spondilite anchilosante, denominati "criteri di New York modificati". Uno dei criteri centrali di New York era l'esistenza di cambiamenti radiograficamente visibili nelle articolazioni sacroiliache e/o nella colonna vertebrale, che si erano formati a causa della fusione ossea, dell'erosione e/o della formazione causata dalla malattia. Sebbene questi criteri abbiano contribuito a definire in modo uniforme la spondilite anchilosante, tali cambiamenti radiologici spesso si manifestavano solo diversi anni dopo la comparsa dei primi sintomi della malattia. Per poter studiare anche i pazienti con forme precoci e meno tipiche, erano necessari nuovi criteri che permettessero di identificare la malattia già in una fase precoce. Nel 2009 i criteri modificati di New York sono stati estesi con un ampio set di nuovi criteri di classificazione che miravano a classificare i pazienti in base alla presenza di caratteristiche tipiche della malattia spondiloartrite. Questi includevano dolore lombare infiammatorio, storia familiare di spondiloartrite assiale, risposta al trattamento con farmaci antinfiammatori non steroidei (FANS), storia o attuale infiammazione nelle articolazioni (artrite), attacco tendine-osso del tallone (entesite) o occhi (uveite), intestino (malattia infiammatoria intestinale), pelle (psoriasi) o segni di infiammazione elevata ( proteina C-reattiva e velocità di eritrosedimentazione ). Parti importanti dei criteri ASAS axSpA sono il biomarcatore HLA-B27 e la risonanza magnetica per immagini (RMI). I criteri possono essere applicati solo alle persone affette da mal di schiena cronico (di durata pari ad almeno 3 mesi) iniziato prima dei 45 anni e solo ai pazienti che hanno già una diagnosi di SpA assiale. Poiché la malattia spondilite anchilosante era ancora definita dai criteri modificati di New York del 1984, vi era la necessità di trovare un nuovo termine per la malattia che includesse anche le forme meno gravi o a esordio precoce della spondilite anchilosante. Questa espressione è stata trovata nel termine generico spondiloartrite assiale. I criteri di classificazione del 2009 sono chiamati criteri di classificazione ASAS (Assessment of SpondyloArthritis International Society) per la spondiloartrite assiale.

## Società e cultura

### Casi noti
- Bello Biden[34]
- Zach Kornfeld, I ragazzi del Try[35]
- Mick Mars, Mötley Crüe[36]
- Dan Reynolds, Immagina i draghi[37]